# Leonas de Ponce 2015
Questa voce raccoglie le informazioni riguardanti le Leonas de Ponce nella stagione 2015.

## Organigramma societario
Area direttiva
- Presidente: César Trabanco

Area tecnica
- Allenatore: José Mieles

## Rosa
| N° | Nome               | Ruolo | Data di nascita   | Nazionalità sportiva |
| -- | ------------------ | ----- | ----------------- | -------------------- |
| 1  | Natalia Valentín   | P     | 12 settembre 1989 | Porto Rico           |
| 2  | Haley Eckerman     | S/O   | 10 novembre 1992  | Stati Uniti          |
| 3  | Karla Colón        | P     | 23 aprile 1984    | Porto Rico           |
| 4  | Raymariely Santos  | P     | 13 aprile 1992    | Porto Rico           |
| 5  | Dailis Traverso    | S/L   | 27 novembre 1992  | Porto Rico           |
| 6  | Jonnalys Matos     | C     | 17 agosto 1991    | Porto Rico           |
| 7  | Emily Brown        | S/O   | 23 gennaio 1986   | Stati Uniti          |
| 8  | Nayka Benítez      | L     | 8 febbraio 1989   | Porto Rico           |
| 9  | Dianise Rodríguez  | S/L   | 14 giugno 1995    | Porto Rico           |
| 11 | Legna Hernández    | S     | 18 luglio 1991    | Porto Rico           |
| 12 | Janeliss Torres    | C     | 9 luglio 1991     | Porto Rico           |
| 13 | Sol González       | C     | 13 gennaio 1990   | Porto Rico           |
| 14 | Kelsey Robinson    | S     | 25 giugno 1992    | Stati Uniti          |
| 15 | Chaniel Nelson     | S/O   | 19 agosto 1992    | Stati Uniti          |
| 16 | Alexandra Oquendo  | C     | 3 febbraio 1984   | Porto Rico           |
| 17 | Ana Rosa Luna      | C     | 16 marzo 1989     | Porto Rico           |
| 18 | Jetzabel Del Valle | C     | 19 dicembre 1979  | Porto Rico           |

## Mercato
| Acquisti | Acquisti           | Acquisti              | Acquisti      |
| R.       | Nome               | da                    | Modalità      |
| -------- | ------------------ | --------------------- | ------------- |
| P        | Karla Colón        | Mets de Guaynabo      | definitivo    |
| S        | Jonnalys Matos     | Mets de Guaynabo      | definitivo    |
| S        | Emily Brown        | RC Cola-Air Force     | definitivo    |
| L        | Nayka Benítez      | Mets de Guaynabo      | definitivo    |
| S/O      | Chaniel Nelson     | North Carolina        | definitivo    |
| C        | Jetzabel Del Valle | Orientales de Humacao | prestito      |
| S        | Kelsey Robinson    | Beijing               | definitivo    |
| S/O      | Haley Eckerman     | GS Caltex Seoul       | definitivo    |
| P        | Raymariely Santos  | Murcia                | fine prestito |
| C        | Janeliss Torres    | Haro                  | fine prestito |
| C        | Alexandra Oquendo  | Criollas de Caguas    | definitivo    |

| Cessioni | Cessioni          | Cessioni             | Cessioni   |
| R.       | Nome              | a                    | Modalità   |
| -------- | ----------------- | -------------------- | ---------- |
| L        | Willyaris Flores  | -                    | ritirata   |
| S        | Airial Salvo      | -                    | ritirata   |
| P        | Raymariely Santos | Murcia               | prestito   |
| S/O      | Yormarie Rosado   | Indias de Mayagüez   | definitivo |
| C        | Alba Aponte       | Changas de Naranjito | definitivo |
| S        | Patricia Montero  | Kansas               | definitivo |
| C        | Janeliss Torres   | Haro                 | prestito   |
| S        | Idalia Andino     | -                    | ritirata   |
| O        | Nicole Fawcett    | Korea Expressway     | definitivo |

## Risultati

### LVSF

#### Regular season
| 1ª giornata - 15 gennaio 2015 Coliseo Salvador Dijols, Ponce                | Leonas de Ponce       | 3 - 2 | Criollas de Caguas    | 31-29, 18-25, 25-18, 23-25, 15-13 |
| 2ª giornata - 17 gennaio 2015 Coliseo Rafael Amalbert, Juncos               | Valencianas de Juncos | 3 - 0 | Leonas de Ponce       | 25-21, 25-15, 26-24               |
| 3ª giornata - 22 gennaio 2015 Coliseo Guillermo Angulo, Carolina            | Gigantes de Carolina  | 3 - 2 | Leonas de Ponce       | 26-24, 25-23, 20-25, 16-25, 15-12 |
| 4ª giornata - 24 gennaio 2015 Coliseo Salvador Dijols, Ponce                | Leonas de Ponce       | 3 - 0 | Changas de Naranjito  | 25-18, 25-20, 25-19               |
| 5ª giornata - 29 gennaio 2015 Coliseo Cosme Beitia Sálamo, Cataño           | Lancheras de Cataño   | 1 - 3 | Leonas de Ponce       | 23-25, 21-25, 25-23, 13-25        |
| 6ª giornata - 31 gennaio 2015 Coliseo Salvador Dijols, Ponce                | Leonas de Ponce       | 2 - 3 | Indias de Mayagüez    | 25-20, 18-25, 25-22, 24-26, 12-15 |
| 7ª giornata - 5 febbraio 2015 Coliseo Héctor Solá Bezares, Caguas           | Criollas de Caguas    | 3 - 0 | Leonas de Ponce       | 25-17, 25-17, 25-19               |
| 8ª giornata - 7 febbraio 2015 Coliseo Dolores "Toyita" Martínez, Juana Díaz | Leonas de Ponce       | 3 - 0 | Valencianas de Juncos | 25-20, 25-21, 28-26               |
| 9ª giornata - 12 febbraio 2015 Coliseo Salvador Dijols, Ponce               | Leonas de Ponce       | 1 - 3 | Gigantes de Carolina  | 26-28, 25-22, 23-25, 26-28        |
| 10ª giornata - 14 febbraio 2015 Coliseo Gelito Ortega, Naranjito            | Changas de Naranjito  | 0 - 3 | Leonas de Ponce       | 20-25, 16-25, 22-25               |
| 11ª giornata - 19 febbraio 2015 Coliseo Salvador Dijols, Ponce              | Leonas de Ponce       | 3 - 0 | Lancheras de Cataño   | 25-8, 26-24, 25-16                |
| 12ª giornata - 21 febbraio 2015 Coliseo Rebekah Colberg Cabrera, Cabo Rojo  | Indias de Mayagüez    | 3 - 2 | Leonas de Ponce       | 13-25, 25-15, 18-25, 25-19, 15-13 |
| 13ª giornata - 26 febbraio 2015 Coliseo Salvador Dijols, Ponce              | Leonas de Ponce       | 1 - 3 | Criollas de Caguas    | 18-25, 25-19, 10-25, 21-25        |
| 14ª giornata - 25 febbraio 2015 Coliseo Municipal Maunabo, Maunabo          | Valencianas de Juncos | 3 - 1 | Leonas de Ponce       | 14-25, 26-24, 27-25, 25-12        |
| 15ª giornata - 5 marzo 2015 Coliseo Guillermo Angulo, Carolina              | Gigantes de Carolina  | 0 - 3 | Leonas de Ponce       | 23-25, 21-25, 23-25               |
| 16ª giornata - 8 marzo 2015 Coliseo Dolores "Toyita" Martínez, Juana Díaz   | Leonas de Ponce       | 3 - 0 | Changas de Naranjito  | 25-21, 25-14, 25-18               |
| 17ª giornata - 12 marzo 2015 Coliseo Cosme Beitia Sálamo, Cataño            | Lancheras de Cataño   | 1 - 3 | Leonas de Ponce       | 20-25, 24-26, 25-15, 27-29        |
| 18ª giornata - 14 marzo 2015 Coliseo Salvador Dijols, Ponce                 | Leonas de Ponce       | 2 - 3 | Indias de Mayagüez    | 15-25, 30-32, 25-18, 25-22, 16-18 |
| 19ª giornata - 19 marzo 2015 Coliseo Héctor Solá Bezares, Caguas            | Criollas de Caguas    | 1 - 3 | Leonas de Ponce       | 25-16, 21-25, 22-25, 18-25        |
| 20ª giornata - 21 marzo 2015 Coliseo Salvador Dijols, Ponce                 | Leonas de Ponce       | 3 - 0 | Valencianas de Juncos | 25-20, 25-21, 28-26               |
| 21ª giornata - 26 marzo 2015 Coliseo Salvador Dijols, Ponce                 | Leonas de Ponce       | 3 - 1 | Gigantes de Carolina  | 25-18, 25-19, 21-25, 25-23        |
| 22ª giornata - 28 marzo 2015 Coliseo Gelito Ortega, Naranjito               | Changas de Naranjito  | 1 - 3 | Leonas de Ponce       | 15-25, 15-25, 25-21, 14-25        |
| 23ª giornata - 1 aprile 2015 Coliseo Salvador Dijols, Ponce                 | Leonas de Ponce       | 3 - 1 | Lancheras de Cataño   | 26-24, 23-25, 25-19, 25-20        |
| 24ª giornata - 5 aprile 2015 Palacio de Recreación y Deportes, Mayagüez     | Indias de Mayagüez    | 3 - 2 | Leonas de Ponce       | 20-25, 22-25, 25-21, 25-19, 15-13 |

#### Play-off
| Quarti di finale (gara 1) - 7 aprile 2015 Coliseo Salvador Dijols, Ponce              | Leonas de Ponce     | 3 - 1 | Indias de Mayagüez  | 17-25, 25-16, 25-13, 25-20        |
| Quarti di finale (gara 2) - 8 aprile 2015 Coliseo Salvador Dijols, Ponce              | Leonas de Ponce     | 3 - 1 | Lancheras de Cataño | 25-22, 25-19, 23-25, 25-16        |
| Quarti di finale (gara 4) - 11 aprile 2015 Palacio de Recreación y Deportes, Mayagüez | Indias de Mayagüez  | 1 - 3 | Leonas de Ponce     | 23-25, 15-25, 22-25, 21-25        |
| Quarti di finale (gara 5) - 13 aprile 2015 Coliseo Cosme Beitia Sálamo, Cataño        | Lancheras de Cataño | 0 - 3 | Leonas de Ponce     | 18-25, 18-25, 20-25               |
| Semifinali (gara 1) - 17 aprile 2015 Coliseo Héctor Solá Bezares, Caguas              | Criollas de Caguas  | 0 - 3 | Leonas de Ponce     | 21-25, 17-25, 21-25               |
| Semifinali (gara 2) - 19 aprile 2015 Coliseo Salvador Dijols, Ponce                   | Leonas de Ponce     | 1 - 3 | Criollas de Caguas  | 25-27, 21-25, 25-18, 18-25        |
| Semifinali (gara 3) - 21 aprile 2015 Coliseo Héctor Solá Bezares, Caguas              | Criollas de Caguas  | 3 - 1 | Leonas de Ponce     | 22-25, 25-20, 25-18, 25-21        |
| Semifinali (gara 4) - 23 aprile 2015 Coliseo Salvador Dijols, Ponce                   | Leonas de Ponce     | 3 - 2 | Criollas de Caguas  | 13-25, 26-24, 25-10, 17-25, 17-15 |
| Semifinali (gara 5) - 25 aprile 2015 Coliseo Héctor Solá Bezares, Caguas              | Criollas de Caguas  | 3 - 1 | Leonas de Ponce     | 20-25, 19-25, 25-17, 25-15        |
| Semifinali (gara 6) - 27 aprile 2015 Coliseo Salvador Dijols, Ponce                   | Leonas de Ponce     | 3 - 2 | Criollas de Caguas  | 20-25, 26-24, 25-17, 17-25, 15-7  |
| Semifinali (gara 7) - 29 aprile 2015 Coliseo Héctor Solá Bezares, Caguas              | Criollas de Caguas  | 3 - 0 | Leonas de Ponce     | 25-17, 25-11, 25-20               |

## Statistiche

### Statistiche di squadra
| Competizione | Punti | In casa | In casa | In casa | In trasferta | In trasferta | In trasferta | Totale | Totale | Totale |
| Competizione | Punti | G       | V       | P       | G            | V            | P            | G      | V      | P      |
| ------------ | ----- | ------- | ------- | ------- | ------------ | ------------ | ------------ | ------ | ------ | ------ |
| LVSF         | 46    | 17      | 12      | 5       | 18           | 9            | 9            | 35     | 21     | 14     |
| Totale       | -     | 17      | 12      | 5       | 18           | 9            | 9            | 35     | 21     | 14     |

G = partite giocate; V = partite vinte; P = partite perse